# Serrat de Llobatones
El Serrat de Llobatones és una serra situada al municipi de Sant Mateu de Bages, a la comarca catalana del Bages, amb una elevació màxima de 887 metres.